# Xalets Julià Lledó
Els Xalets Julià Lledó és una obra d'Argentona (Maresme) protegida com a Bé Cultural d'Interès Local.

## Descripció
Grup de cinc habitatges populars entre mitgeres, de planta baixa. L'interès radica en el seu agrupament i els espai lliures que genera.
Les obertures de les cases són simètriques entre elles. En el coronament es poden llegir les inscripcions: Villa Paquita, Villa Ana Maria, Villa Mercedes.
El cós de tramuntana té un pis i uns motius neogòtics, amb ceràmica de trencadís a la façana.